# Фил Мер
Фил Мер (енгл. Philip Mahre; Јакима, 10. мај 1957) је бивши алпски скијаш који се сматра једним од највећих америчких скијаша свих времена. На такмичењима Светског купа има 27 победа, други је амерички скијаш свих времена, иза Бодија Милера. 
На тркама Светског купа наступао је од 1976. до 1984. Три пута заредом је био први у укупном поретку, у сезонама 1981, 1982 и 1983). На Олимпијским играма 1984. у Сарајеву освојио је златну медаљу у слалому, а на претходним Олимпијским играма у Лејк Плесидуу освојио је сребрну медаљу, такође у слалому.
У Лејк Плесиду освојио је и златну медаљу на Светском првенству у комбинацији (до године 1980. у олимпијским годинама се олимпијско такмичење у алпском скијању рачунало и као Светско првенство у алпском скијању, и резултати олимпијског слалома и спуста су се рачунали за титулу светског првака у комбинацији, која тада није била олимпијска дисциплина) и сребрну медаљу у слалому.

## Освојени кристални глобуси
| Сезона | Дисциплина  |
| ------ | ----------- |
| 1980.  | Комбинација |
| 1981.  | Укупно      |
| 1981.  | Комбинација |
| 1982.  | Укупно      |
| 1982.  | Велеслалом  |
| 1982.  | Слалом      |
| 1982.  | Комбинација |
| 1983.  | Укупно      |
| 1983.  | Велеслалом  |
| 1983.  | Комбинација |

## Победе у Светском купу
27 победа (7 у велеслалому, 9 у слалому, 11 у комбинацији)
| Сезона | Датум              | Место                        | Трка        |
| 1977.  | 10. децембар 1976. | Вал д'Изер, Француска        | Велеслалом  |
| 1977.  | 5. март 1977.      | Сан Вели, САД                | Слалом      |
| 1978.  | 12. фебруар 1978.  | Шамони, Француска            | Слалом      |
| 1978.  | 3. март 1978.      | Стратон Маунтин, САД         | Велеслалом  |
| 1979.  | 15. јануар 1979.   | Кран-Монтана, Швајцарска     | Комбинација |
| 1979.  | 5. фебруар 1979.   | Јасна, Чехословачка          | Слалом      |
| 1980   | 8. децембар 1979.  | Вал д'Изер, Француска        | Комбинација |
| 1981.  | 10. јануар 1981.   | Морзин, Француска            | Комбинација |
| 1981.  | 17. јануар 1981.   | Оберштауфен, Западна Немачка | Комбинација |
| 1981.  | 1. фебруар 1981.   | Санкт Антон, Аустрија        | Комбинација |
| 1981.  | 15. фебруар 1981.  | Оре, Шведска                 | Слалом      |
| 1981.  | 7. март 1981.      | Аспен, САД                   | Велеслалом  |
| 1981.  | 15. март 1981.     | Фурано, Јапан                | Слалом      |
| 1982.  | 8. децембар 1981.  | Априка, Италија              | Комбинација |
| 1982.  | 9. децембар 1981.  | Мадона ди Кампиљо, Италија   | Слалом      |
| 1982.  | 13. децембар 1981. | Мадона ди Кампиљо, Италија   | Комбинација |
| 1982.  | 15. јануар 1982.   | Бад Висе, Западна Немачка    | Комбинација |
| 1982.  | 24. јануар 1982.   | Венген, Швајцарска           | Слалом      |
| 1982.  | 14. март 1982.     | Монженевр, Француска         | Слалом      |
| 1982.  | 19. март 1982.     | Крањска Гора, Југославија    | Велеслалом  |
| 1982.  | 26. март 1982.     | Јасна, Чехословачка          | Слалом      |
| 1983.  | 23. јануар 1983.   | Кицбил, Аустрија             | Комбинација |
| 1983.  | 6. фебруар 1983.   | Санкт Антон, Аустрија        | Комбинација |
| 1983.  | 11. фебруар 1983.  | Мархштајн, Француска         | Комбинација |
| 1983.  | 7. март 1983.      | Аспен САД                    | Велеслалом  |
| 1983.  | 8. март 1983.      | Вејл САД                     | Велеслалом  |
| 1983.  | 19. март 1983.     | Фурано, Јапан                | Велеслалом  |